# Боррель (граф Осони)
Боррель (кат. Borrell, пом. у 812/820) — граф Урхельський і Сердані з 798, Осони з 799.

## Біографія
Точне походження Борреля невідоме. Ймовірно він був вестготом, які брали участь разом з франками у відвоюванні території сучасної Каталонії у маврів. Для того, щоб зміцнити владу в цих місцях, імператор Карл Великий заснував прикордонні графства, що склали Іспанську марку, в яких саджав відданих йому людей. Одним з них і став Боррель, що отримав в 798 році відвойовані Урхель і Сердань.
У 799 році Боррель взяв активну участь у завоюванні території Осони, що увійшла в його володіння, а в 801 році брав участь у завоюванні Барселони.
У 804 і 805 роках Боррель брав участь в експедиції в Туртозу, однак не брав участі в наступних походах 807–809 років.
Після 812 року відомості про нього пропадають. Боррель помер до 820 року. Графство Осона увійшло до складу володінь графа Барселони Рампо, а Урхель і Сердань опинилися в руках Аснара I Галіндеса, вигнаного з графства Арагон.

## Сім'я
Джерела нічого не повідомляють про наявність дружини і дітей у Борреля. Однак деякі сучасні дослідники вважають, що Боррель міг бути батьком Суніфреда I, родоначальником Барселонського дому.